# گئورگ بوشنر (مربی فوتبال)
جورج بوشنر (*زاده ۲۶ دسامبر ۱۹۲۵ در گرا؛ *درگذشته ۱۲ فوریه ۲۰۰۷ در ینا) بازیکن فوتبال و مربی فوتبال اهل آلمان بود. وی شش بار در تیم ملی فوتبال آلمان شرقی بازی کرد و بعد از دوران بازیگری از سال ۱۹۷۰ تا ۱۹۸۱ سرمربی تیم ملی فوتبال آلمان شرقی بود. او سال ۱۹۷۲ با تیم ملی آلمان شرقی به مدال برنز رقابت‌های فوتبال المپیک ۱۹۷۲ رسید و چهار سال بعد قهرمان المپیک ۱۹۷۶ در مونترال شد.

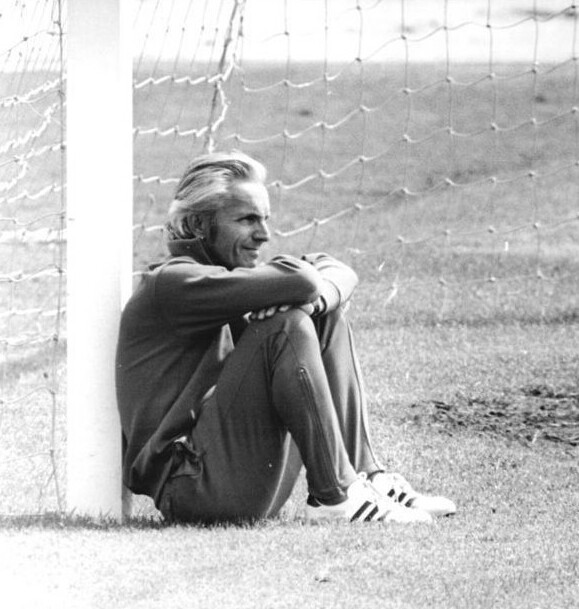
بوشنر در سال ۱۹۷۴

## زندگی شخصی

### ابتدای زندگی
پدر جورج بوشنر یک مقام راه‌آهن بود، مادرش خانه‌دار بود. وی از سال ۱۹۳۵ در باشگاه اس وی غرا بازی کرد. در سال ۱۹۴۴ عضو حزب نازی در شهر غرا شد. پس از جنگ جهانی دوم، وی تا سال ۱۹۴۷ به عنوان کارگر ساختمانی و سپس به عنوان معلم جدید مشغول به کار شد. در ادامه او به حزب اتحاد سوسیالیستی آلمان پیوست. بوشنر از سال ۱۹۴۷ تا ۱۹۵۲ در دانشگاه شهر ینا به تحصیل رشته های تاریخ، آموزش و پرورش و علوم ورزشی پرداخت. علاوه بر این، وی (در آن زمان به عنوان یک هافبک هجومی) در باشگاه بی اس جی موتور گرا بازی می کرد. که با آنها به فینال سال ۱۹۴۹ جام حذفی آلمان شرقی رسید. از سال ۱۹۴۹ تا ۱۹۵۲ در لیگ برتر فوتبال آلمان شرقی ۸۴ بازی انجام داد، نام این باشگاه بعدها چندین بار تغییر کرد. وی پس از اتمام تحصیلات، دستیار دانشگاه ینا و یک بازیکن فوتبال در باشگاه کارخانه زایس به نام کارل زایس ینا شد.
بوشنر از سال ۱۹۵۲ تا ۱۹۵۸ در باشگاه فوتبال کارل زایس ینا (۶۹ بازی در لیگ و ۷۷ بازی در لیگ دسته دوم) انجام داد. بین سالهای ۱۹۵۴ و ۱۹۵۷، وی در شش مسابقه بین‌المللی برای تیم ملی فوتبال آلمان شرقی به عنوان مدافع بازی انجام داد، از جمله اولین بازی تاریخ تیم ملی (۲–۱ در ۱۹ مه ۱۹۵۷ در مقابل ولز). بوشنر آخرین بازی لیگ خود را در ۶ ژوئیه سال ۱۹۵۸ در بازی خانگی در برابر اس سی بریش سن سنبرگ (با نتیجه ۳–۰) انجام داد.

### مربی گری در باشگاه ینا
تنها شش هفته پس از آخرین بازی، جورج بوشنر در ۱۷ اوت ۱۹۵۸ در برابر باشگاه اس شیمی هلی برای اولین بار روی نیمکت باشگاه باشگاه فوتبال کارل زایس ینا به عنوان جانشین هاینز پونرت (مربی خودش) نشست و با نتیجه (۴–۰) پیروز شد. در ۱۹۶۳ او با تیم خود برای اولین بار قهرمان جام حذفی آلمان شرقی شد، موفقیتی که او در سال ۱۹۶۸ و ۱۹۷۰ آن را تکرار کرد. از آن زمان باشگاه به نام اف سی کارل زایس ینا تغییر نام داد. در سال ۱۹۷۰ هانس مایر ۲۹ ساله را به عنوان دستیار خود معرفی کرد. بوشنر در ۳۰ ماه ژوئن سال ۱۹۷۱ درحالی که در باشگاه ینا فعالیت داشت، همزمان به عنوان مربی در تیم ملی آلمان شرقی مشغول کار شد. در ۱ ژوئیه ۱۹۷۱ همکاری او با باشگاه اف سی کارل زایس ینا به پایان رسید و دستیارش مایر جانشین او شد. وی از سال ۱۹۶۶ تا ۱۹۷۱ با عنوان مأمور «جورج» به صورت غیررسمی با اشتازی یا وزارت امنیت آلمان شرقی همکاری می‌کرد.

### مربی گری در تیم ملی آلمان شرقی
این محقق ورزشی قبل از سال ۱۹۷۰ با فدراسیون فوتبال آلمان شرقی همکاری می‌کرد و سپس در سال ۱۹۷۰ به عنوان سرمربی تیم ملی انتخاب شد، او همزمان مربی باشگاه خود هم بود؛ و در ادامه تنها سرمربی و مسئول تیم ملی شد و تا سال ۱۹۸۱ در ۱۱۳ بازی (۵۹ برد ۳۱ تساوی ۲۳ شکست). سال ۱۹۷۲ با تیم ملی آلمان شرقی به مدال برنز رقابت‌های المپیک ۱۹۷۲ رسید و چهار سال بعد قهرمان المپیک ۱۹۷۶ در مونترال شد. برای این موفقیت او جایزه نقره ای شایسته‌ترین میهن‌پرست را دریافت کرد.
یکی از بزرگترین موفقیت‌های او، پیروزی یک بر صفر برابر تیم ملی آلمان غربی در جام جهانی ۱۹۷۴ با یک گل از یورگن اسپارواسر بود. در اواخر سال ۱۹۸۱ جورج بوشنر پس از عدم موفقیت و عدم حضور در جام جهانی ۱۹۸۲ برکنار شد. این منجر به بازنشستگی زودرس بوشنر شد. وی در سال ۲۰۰۵ در مصاحبه با خبرنگار و گزارشگر ورزشی تلویزیون آلمان، گوتفرید وایز گفت: "من از کار کردن «منع» شدم.
وی برای موفقیت در مقام سرمربی تیم ملی، چندین بار جایزه شایسته‌ترین میهن‌پرست را دریافت کرد.

### بعد از فوتبال
در آخرین سالهای زندگی، جورج بوشنر بیشتر وقتش را به همراه همسرش سونجا مشغول سفر به نقاط مختلف جهان بود. از جمله به گران کاناریا و مصر. بوشنر در شب ۱۲ فوریه ۲۰۰۷ درگذشت، او همسر، دو پسر و سه نوه اش را پشت سر گذاشت. مراسم تشییع جنازه ۱۶ فوریه ۲۰۰۷ در شهر ینا انجام شد. در مراسم جورج بوشنر چندین تن از بزرگان فوتبال از جمله هانس مایر، یورگن اسپارواسر، یواخیم اشرایش، میشائل اشترمپل، لوتار کوربیووایت، هارالد ایرمشر، برند اشتانگه، راینر اشلوتر، اولریش گور و بسیاری دیگر حضور داشتند.

## پیوندهای وب
- جورج بوشنر (مربی فوتبال)
- گئورگ بوشنر در WorldFootball.net
- گئورگ بوشنر در National-Football-Teams.com
- "بهترین سرمربی آلمان شرقی"، اشپیگل، ۱۳. فوریه ۲۰۰۷
- "اسطوره و مربی آلمان شرقی بوشنر فوت کرد."، دی ولت، ۱۲. فوریه ۲۰۰۷ (آلمان شرقی) ، ، ! )
- "جورج بوشنر درگذشت: در کنار عشقش - و دور از همه."، فرانکفورتر آلگماینه زایتونگ، ۱۳. فوریه ۲۰۰۷